# Girls’ Generation — Oh!GG
Girls’ Generation — Oh!GG (кор. 소녀시대-Oh!GG) — вторая официальная подгруппа южнокорейской гёрл-группы Girls’ Generation, сформированная компанией S.M. Entertainment в 2018 году. Коллектив состоит из пяти участниц: Тхэён, Санни, Хёён, Юри и Юны. Дебют состоялся 5 сентября 2018 года с сингловым-альбомом Lil’ Touch.

## Карьера
В августе 2017 года Girls’ Generation выпустили шестой студийный альбом Holiday Night, чтобы отметить десятилетие со дня дебюта. Промоушен продолжался всего неделю, после чего стало известно, что участницы обсуждают вопрос о продлении контрактов с агентством. 9 октября было объявлено, что Тиффани, Суён и Сохён не обновили контракты и официально покинули S.M. Entertainment, а будущее группы с того момента встало под вопрос, хотя никаких заявлений о роспуске не было.
1 августа 2018 года, спустя почти год с момента последнего группового камбэка, в сети начали распространяться слухи о дебюте нового саб-юнита (после Girls’ Generation — TTS, дебютировавшего в 2012 году). Вскоре агентство подтвердило данную информацию, но дата дебюта не была оглашена. 20 августа Тхэён также рассказала, что группа работает над дизайном официального лайтстика. 27 августа был представлен первый общий тизер юнита, в состав которого вошли оставшиеся в S.M. участницы коллектива. Дебют состоится 5 сентября с сингловым альбомом Lil’ Touch. Он не будет выпущен на CD, но будет доступен в формате кихно. После внезапного опубликования тизера акции S.M. достигли своего пика за весь 2018 год. В тот же день был опубликован тизер нового реалити-шоу «Девочки отдыхают» (англ. Girls For Rest), которое было отснято в конце мая во Франции. Это также первое шоу Girls’ Generation с момента выхода «Канала Girls’ Generation» летом 2015 года. Премьера состоялась 3 сентября.
Видеоклип «Lil' Touch», как и сингловый альбом, был выпущен в 12:00 по корейскому времени 5 сентября, и за первые сутки достиг отметки в 9 миллионов просмотров, что стало лучшим результатом в карьере Girls' Generation, лучшим результатом среди дебютных корейских видеоклипов, а также среди всех артистов S.M. (ранее рекорд принадлежал EXO).
9 декабря 2021 года стало известно, что О!GG примут участие в предстоящем зимнем альбоме SMTOWN и онлайн-концерте в 2022 году. 21 декабря было объявлено, что группа выпустит сингл «Melody» как часть зимнего альбома.

## Участницы

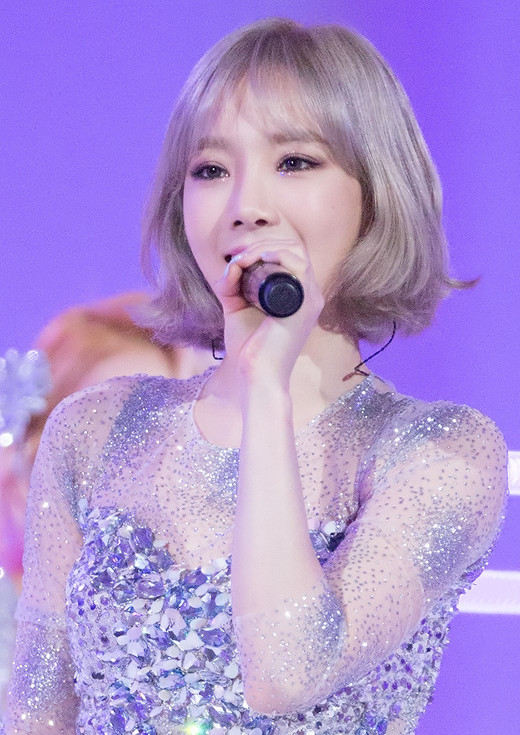
Тхэён
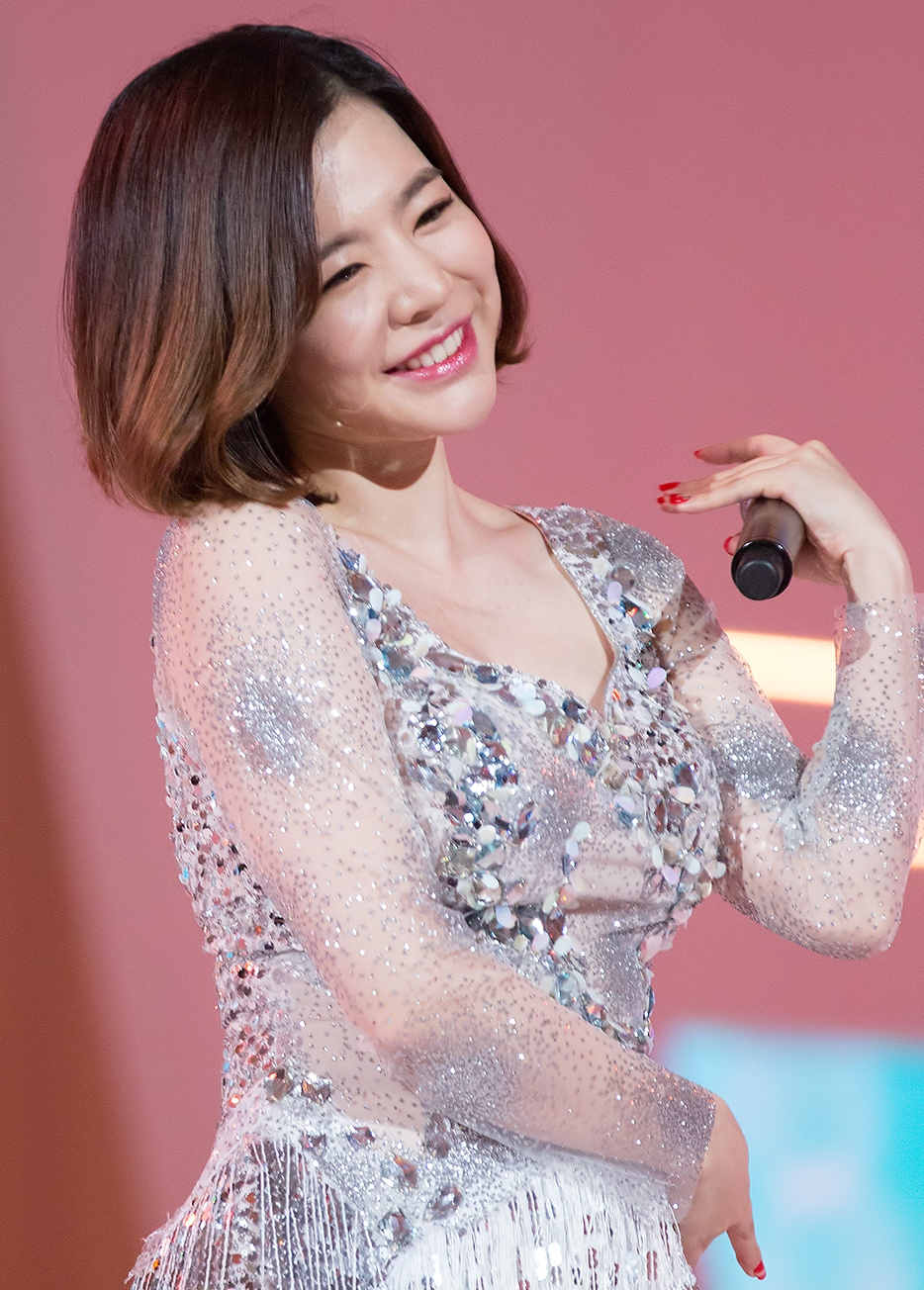
Санни
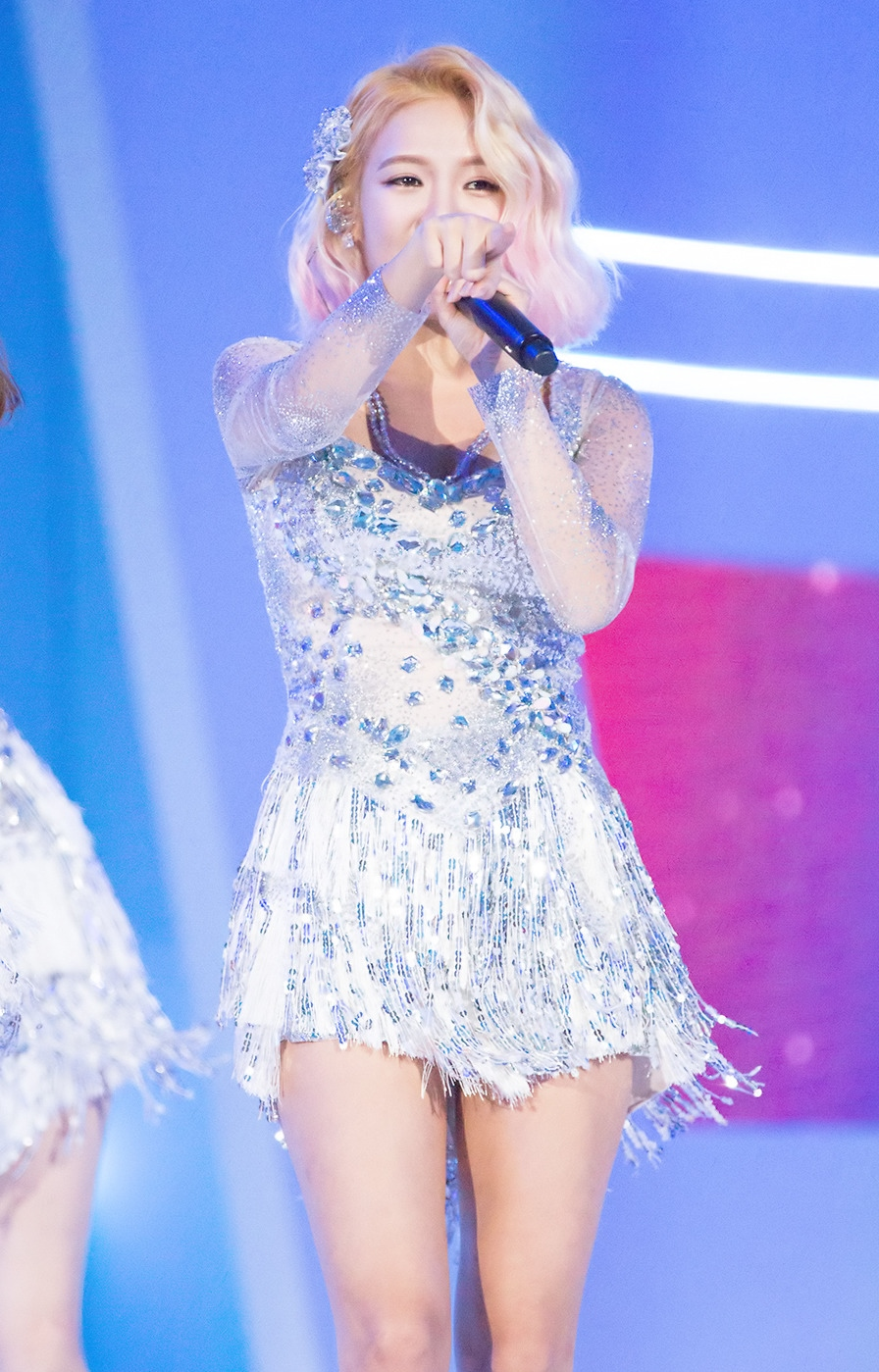
Хёён
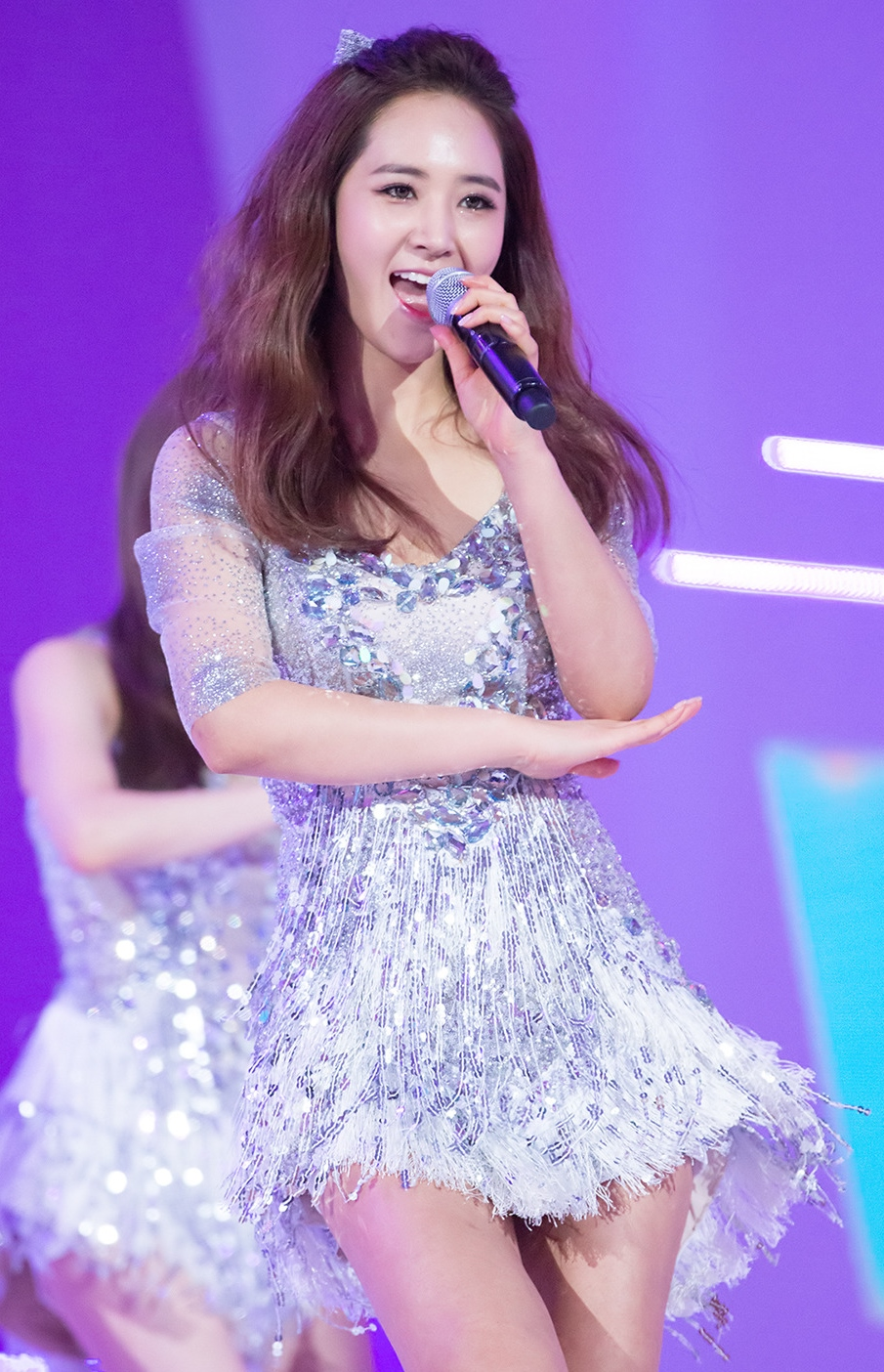
Юри
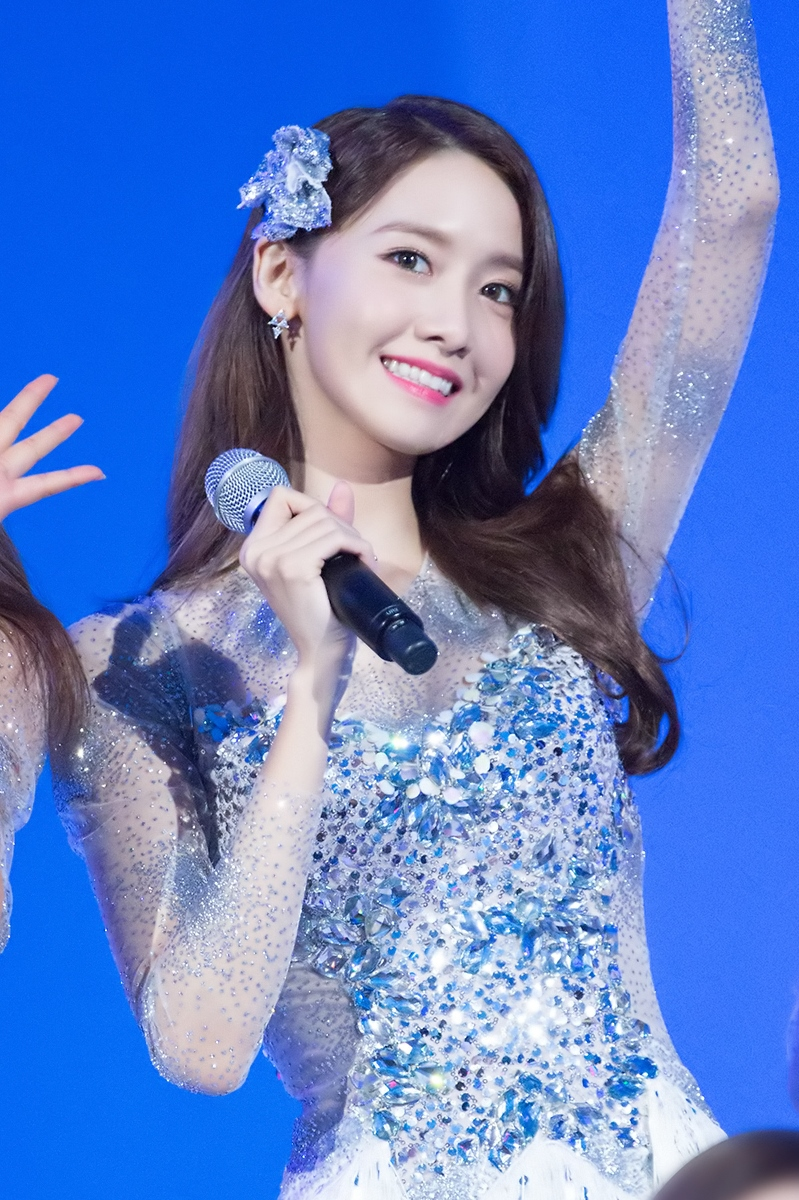
Юна

| Псевдоним | Псевдоним | Настоящее имя | Настоящее имя | Дата рождения | Позиция в группе                       |
| Русский   | Хангыль   | Русский       | Хангыль       | Дата рождения | Позиция в группе                       |
| --------- | --------- | ------------- | ------------- | ------------- | -------------------------------------- |
| Тхэён     | 태연      | Ким Тхэ Ён    | 김태연        | 09.03.1989    | Лидер, главная вокалистка, лицо группы |
| Санни     | 써니      | Ли Сун Кю     | 이순규        | 15.05.1989    | Ведущая вокалистка                     |
| Хёён      | 효연      | Ким Хё Ён     | 김효연        | 22.09.1989    | Главный танцор, рэпер, саб-вокалистка  |
| Юри       | 유리      | Квон Ю Ри     | 권유리        | 05.12.1989    | Ведущий танцор, вокалистка             |
| Юна       | 윤아      | Им Ю На       | 임윤아        | 30.05.1990    | Вокалистка, вижуал, макнэ              |

## Дискография

### Сингловые альбомы
| Название   | Информация об альбоме                                                                       | Позиция в чартах (KOR) | Продажи        |
| ---------- | ------------------------------------------------------------------------------------------- | ---------------------- | -------------- |
| Lil’ Touch | - Дата релиза: 5 сентября 2018 года - Лейбл: S.M. Entertainment - Формат: Цифровая загрузка | 7                      | - KOR: 43,191+ |

## Фильмография

### Шоу
- Девочки отдыхают (2018)

### Видеоклипы
| Год  | Название              | Режиссёр(ы)    | Ссылка |
| ---- | --------------------- | -------------- | ------ |
| 2018 | «Lil’ Touch» (몰랐니) | Vikings League | [ 17 ] |

## Концерты

### Участие в концертах
- SMTOWN Live: «SMCU Express @Kwangya» (2022)